# Євген Сандов
Не варто плутати з генералом Фрідріхом-Вільгельмом Мюллером
Євге́н Са́ндов (справжнє ім'я Фрідріх Вільгельм Мюллер; 2 квітня 1867, Кенігсберг — 14 жовтня 1925, Лондон) — атлет, основоположник сучасного культуризму, творець так званої системи Сандова.

## Життєпис
Захоплення атлетикою у юнака, який не відзначався силою і фізичними даними, виникло у 16 років. Євген відвідує Рим і його вражають скульптури античних атлетів. Юнак робить усе можливе для фізичного вдосконалення свого тіла. Незабаром уже можна було помітити, як змінилась його постать. Відчувши в собі силу, він почав виступати на арені цирку в Кенігсберзі.

## Спортивна кар'єра
Циркова кар'єра була не до вподоби батькові Фрідріха. Він відіслав хлопця в Брюссель вивчати медицину, думаючи, що захоплення атлетикою минеться. Фрідріх у Брюсселі вивчає будову тіла, наполегливо тренується.
Зрозумівши, що запал сина не проходить, батько заборонив йому займатися атлетикою і виступати в цирку. Фрідріх чинить усупереч волі батька, бере псевдонім Євген Сандов (Євген — від слова «євгеніка» — вдосконалення в розвитку людини, Санд — дошлюбне прізвище матері). Це був важкий період в його житті, але він тільки загартував атлета. У той час на килимі виступали силачі здебільшого вагою понад 120 кілограмів. 90-кілограмовий Євген Сандов виходив переможцем у таких двобоях. До того ж, він показував досить вагомі результати: у жимі правою рукою — 101.5 кг, тією ж рукою штовхнув штангу на 114.5 кг, віджимався 200 разів за 4 хвилини.

## Доробок
Свою спортивну кар'єру закінчив у 1905 році і оселився в Лондоні. Там відкрив безплатну школу для занять атлетикою. Його систему фізичного виховання запровадили в англійській армії. Дотепер книжка «Будова тіла», видана Сандовим у 1904 році, вважається однією з найголовніших в атлетизмі. Король Англії Георг V присвоїв Євгену Сандову звання професора фізичного розвитку.

## Атлетика та система Сандова
У книзі «Сила і як стати сильним» він відзначив основні принципи занять з навантаженнями. Головний із них полягає в тому, щоб не працювати з такою вагою, на яку потрібні великі зусилля. Слід брати таку гантель чи штангу, щоб можна було підняти її десять разів, а далі додавати до цієї ваги по кількасот грамів щодня. Сандов відзначив що двох-трьох годин занять щодня досить, щоб збільшити м'язову масу, а силу при цьому розвивати не досить швидко.
Заняття за системою Сандова збільшує у людини м'язовий обсяг, поліпшує кровопостачання. Вона повністю відповідає оздоровчим цілям атлетичної гімнастики.

### Критики системи
Ця система малопридатна для виховання важкоатлетів.

## Праці
- «Будова тіла» (1904)
- «Сила і як стати сильним»